# Valga-museum
Het Valga-museum is een streekmuseum in de Estse stad Valga.
Het museum bestaat uit twee delen. In de natuurhal staat de natuur in de omgeving van Valga centraal. Het andere deel van het museum richt zich op de geschiedenis van de streek, waaronder de aanleg van de eerste spoorlijn tussen Tartu en Valga, de Estische Onafhankelijkheidsoorlog en de periode van de Sovjetbezetting. Het museum bezit ook een grote collectie wassen beelden, waaronder een beeld van Alfred Neuland, de eerste Est die een olympische medaile won.
Het museumgebouw bevindt zich in het voormalige art-nouveautheater Säde, gebouwd in 1911 door de architect Georg Hellat. In 1957 verhuisde het museum naar dit gebouw. De Valga-afdeling van het Nationaal Archief bevindt zich in de andere vleugel van het gebouw.